# Pierre Boulez
Pierre Boulez [pjɛʁ bu.lɛːz] (26. března 1925 Montbrison, Francie – 5. ledna 2016 Baden-Baden, Německo) byl francouzský hudební skladatel, dirigent a klavírista.

## Biografie
Od dětství hrál na klavír a byl nadaný i na matematiku. Později studoval na Pařížské konzervatoři u Oliviera Messiaena. Později byl dirigentem mnoha hudebních těles, mezi které patří BBC Symphony Orchestra a New York Philharmonic. V roce 1984 spolupracoval s Frankem Zappou, se kterým nahrál album Boulez Conducts Zappa: The Perfect Stranger.
V roce 1989 získal jako jeden z prvních cenu Praemium Imperiale a v roce 1996 se stal držitelem Polar Music Prize. V roce 2000 získal Wolfovu cenu za umění. V roce 2009 převzal na Janáčkově akademii múzických umění v Brně čestný doktorát. V roce 1990 a znovu o dvacet let později vystoupil na Pražském jaru.

## "eSACHERe"
Spolu s dalšími 11 skladateli – přáteli (C. Beck, L. Berio, B. Britten, H. Dutilleux, W. Fortner, A. Ginastera, C. Halffter, H. W. Henze, H. Holliger, K. Huber a W. Lutosławski) švýcarského dirigenta a mecenáše Paula Sachera (1906–1999), byl požádán ruským violoncellistou Mstislavem Rostropovičem, aby u příležitosti Sachrových 70. narozenin napsal skladbu pro sólové violoncello s použitím not obsažených v jeho jméně (eS, A, C, H, E, Re). Pierre Boulez vytvořil skladbu Messagesquisse. Skladby byly částečně uvedeny Curychu 2. května 1976. Celý projekt "eSACHERe" byl uveden (poprvé v kompletním koncertním provedení) českým violoncellistou Františkem Brikciem na podzim 2011 v Praze.
| Skladatel          | Skladba                             |
| ------------------ | ----------------------------------- |
| Conrad Beck        | Drei Epigramme                      |
| Luciano Berio      | Les Mots sont allés ...             |
| Pierre Boulez      | Messagesquisse                      |
| Benjamin Britten   | Tema 'Sacher'                       |
| Henri Dutilleux    | 3 Strophes sur le nom de Sacher     |
| Wolfgang Fortner   | Thema und Variationen               |
| Alberto Ginastera  | Punena n° 2, op. 45                 |
| Cristóbal Halffter | Variationen über das Thema eSACHERe |
| Hans Werner Henze  | Capriccio per Paul Sacher           |
| Heinz Holliger     | Chaconne                            |
| Klaus Huber        | Transpositio ad infinitum           |
| Witold Lutosławski | Sacher-Variation                    |

## Vyznamenání a ocenění

### Vyznamenání
- komandér Řádu umění a literatury (Francie)
- Pour le Mérite za umění a vědu (1975, Německo)[5]
- čestný komandér Řádu britského impéria (CBE) (1979, Spojené království)
- Vyznamenání Za vědu a umění (1983, Rakousko)[6]
- velký záslužný kříž s hvězdou Záslužného řádu Spolkové republiky Německo (1990)
- velkokříž Řádu svatého Jakuba od meče (26. ledna 2001, Portugalsko)[7]

### Ocenění
- člen Evropské akademie věd a umění
- člen Akademie der Künste v Berlíně (1963)
- Hudební cena Ernsta von Siemense (1979)